# Aleuroplatus manjakaensis
Aleuroplatus manjakaensis là một loài côn trùng cánh nửa trong họ Aleyrodidae, phân họ Aleyrodinae.
Aleuroplatus manjakaensis được Takahashi miêu tả khoa học đầu tiên năm 1955.